# Зангла
Зангла — город в техсиле Занскар округа Каргил в Ладакхе.

## География
Расположен в 39 км от Падама на высоте 3 931 метр над уровнем моря. Является узловой точкой на популярном туристическом маршруте Падам — Стронгдей — Зангла — Карша — Падам. Неподалёку от города находится тибетский монастырь Зангла-Гомпа.